# 馬里諾皮爾 (扎波羅熱州)
47°29′50″N 36°50′45″E / 47.49722°N 36.84583°E
馬里諾皮尔（烏克蘭語：Маринопіль）是位於烏克蘭東南部的村莊，由扎波羅熱州波洛希區的羅濟夫卡市鎮負責管轄。該村距離普亚蒂皮利亚1公里，面積1.6平方公里，海拔高度184米，2001年人口424。